# Sam Rockwell
Sam Rockwell (Daly City, 5 november 1968) is een Amerikaanse filmacteur. Hij won onder meer de Zilveren Beer voor zijn rol in Confessions of a Dangerous Mind en de juryprijs op het Sundance Film Festival voor Choke.
Voor zijn rol in de zwarte komedie  Three Billboards Outside Ebbing, Missouri kreeg Rockwell in 2018 unanieme lof en een Oscar, naast een Golden Globe Award, Screen Actors Guild Award en een BAFTA Award.
Rockwell is de zoon van een acteursechtpaar, dat van elkaar scheidde toen hij vijf jaar was. Hij werd opgevoed in New York en in San Francisco.

## Filmografie (selectie)
- 2024: IF (stem)
- 2024: Argylle
- 2023: What If...? (stem)
- 2022: The Bad Guys (stem)
- 2019: Richard Jewell
- 2019: The Best of Enemies
- 2019: Jojo Rabbit
- 2018: Vice
- 2018: Mute
- 2017: Three Billboards Outside Ebbing, Missouri
- 2015: Mr. Right
- 2015: Poltergeist
- 2015: Don Verdean
- 2015: Digging for Fire
- 2014: Loitering with Intent
- 2014: Laggies
- 2014: Marvel One-Shot: All Hail the King
- 2013: Better Living Through Chemistry
- 2013: A Case of You
- 2013: Trust Me
- 2013: A Single Shot
- 2013: The Way Way Back
- 2012: Seven Psychopaths
- 2011: Cowboys & Aliens
- 2010: Conviction
- 2010: Iron Man 2
- 2009: Betty Anne Waters
- 2009: Everybody's Fine
- 2009: G-Force
- 2009: Moon
- 2009: The Winning Season
- 2008: Frost/Nixon
- 2008: Choke
- 2008: Woman in Burka
- 2007: The Assassination of Jesse James by the Coward Robert Ford
- 2007: Snow Angels
- 2007: Joshua
- 2005: Piccadilly Jim
- 2005: Robin's Big Date
- 2005: The F Word
- 2005: The Hitchhiker's Guide to the Galaxy
- 2003: Matchstick Men
- 2002: Confessions of a Dangerous Mind
- 2002: Stella Shorts 1998-2002
- 2002: Welcome to Collinwood
- 2002: Running Time
- 2002: 13 Moons
- 2001: Heist
- 2001: Made
- 2001: BigLove
- 2001: Pretzel
- 2001: D.C. Smalls
- 2000: Charlie's Angels
- 1999: Galaxy Quest
- 1999: The Green Mile
- 1999: A Midsummer Night's Dream
- 1998: Celebrity
- 1998: Safe Men
- 1998: Louis & Frank
- 1998: Jerry and Tom
- 1998: The Call Back
- 1997: Lawn Dogs
- 1997: Arresting Gena
- 1996: Box of Moon Light
- 1996: Basquiat
- 1996: Bad Liver & a Broken Heart
- 1995: Mercy
- 1995: Glory Daze
- 1995: Drunks
- 1994: The Search for One-eye Jimmy
- 1994: Somebody to Love
- 1992: Happy Hell Night
- 1992: Light Sleeper
- 1992: In the Soup
- 1992: Jack and His Friends
- 1991: Strictly Business
- 1990: Teenage Mutant Ninja Turtles
- 1989: Last Exit to Brooklyn
- 1989: Clownhouse

- Biblioteca Nacional de España: XX1290804
- Bibliothèque nationale de France: cb14221491z (data)
- Gemeinsame Normdatei: 140534733
- International Standard Name Identifier: 0000 0000 7823 4799
- Library of Congress Control Number: no98115867
- MusicBrainz: f63db6b8-0934-4e27-b07e-62e744df3450
- Nationale Bibliotheek van Tsjechië: xx0033971
- Nationale bibliotheek van Australië: 41883602
- Nationale Bibliotheek van Israël: 987007454992205171
- Nationale Bibliotheek van Polen: a0000002138331
- Nederlandse Thesaurus van Auteursnamen: 23612532X
- Système universitaire de documentation: 074043870
- Trove: 1456439
- Virtual International Authority File: 24224442
- WorldCat: E39PBJwCYCRQbmqT4dTRGc9VYP